# WR 20a
Désignations
WR 20a est une étoile binaire de la constellation de la Carène. Elle est connue pour être une des binaires les plus massives jamais mesurées directement. Ses deux composantes sont des étoiles Wolf-Rayet de type spectral WN6h. Leur masse a été mesurée par vitesse radiale pour connaître les caractéristiques orbitales principales, et par l'étude des éclipses de sa courbe de lumière qui fournit le dernier paramètre qui est l'angle d'inclinaison du système. C'est la seule méthode directe de mesure des masses des étoiles. Non seulement la masse de l'étoile la plus massive est de 83 masses solaires, mais l'étoile secondaire a une masse de 82 masses solaires. L'astre est associé à l'amas stellaire Westerlund 2 situé à une distance d'environ 7,9 kiloparsecs. WR 20a tire son nom du septième catalogue d'étoiles Wolf-Rayet de Karel van der Hucht.